# Nhị Ca
Nhị Ca (tên khai sinh là Chử Đức Kính; 1926-1984) là nhà phê bình văn học, dịch giả Việt Nam, được truy tặng Giải thưởng Nhà nước về Văn học Nghệ thuật năm 2007.

## Tiểu sử
Nhị Ca (tên khai sinh là Chử Đức Kính) sinh ngày 18 tháng 7 năm 1926 tại làng Cổ Điển, xã Tứ Hiệp, huyện Thanh Trì, thành phố Hà Nội.
Nhị Ca tham gia quân đội từ đầu cuộc kháng chiến chống Pháp, ông từng là phóng viên mặt trận các báo Bắc Sơn, Vệ quốc quân, nhiều năm làm công tác thư viện, biên tập thơ, phụ trách tổ Lý luận phê bình tạp chí Văn nghệ quân đội. Trước khi mất ông là chuyên viên Ủy ban Trung ương Liên hiệp Văn học Nghệ thuật Việt Nam. Ngoài viết phê bình, nghiên cứu, ông còn là một dịch giả dịch sách văn học.
Ông là đảng viên Đảng Cộng sản Việt Nam, hội viên Hội Nhà văn Việt Nam.
Ông mất ngày 28 tháng 10 năm 1984 tại Hà Nội.

## Sự nghiệp
Nhị Ca là một gương mặt phê bình hiếm hoi rất được giới sáng tác nể trọng. Ông viết ít nhưng tinh tế và đã góp phần tạo ra những tiếng nói quyết định trong giới phê bình văn học nghệ thuật thời kì chống Pháp và chống Mĩ cho tới thời Đổi mới. Chính ông là người đầu tiên và suốt hành trình sau này sưu tầm, giới thiệu và khẳng định tài văn Nguyễn Ngọc Tấn - Nguyễn Thi, người mà năm 2000 được truy tặng Giải thưởng Hồ Chí Minh về Văn học Nghệ thuật. Một số nhà văn khác mà Nhị Ca khẳng định tuổi tên đã được Nhà nước tặng Giải thưởng Hồ Chí Minh, Giải thưởng Nhà nước như: Phùng Quán; Vũ Cao; Nguyễn Minh Châu; Xuân Thiều...
Năm 2007, ông được truy tặng Giải thưởng Nhà nước về Văn học Nghệ thuật với các lý luận phê bình: Từ cuộc đời vào tác phẩm, Dọc đường văn học và khảo cứu Gương mặt còn lại của Nguyễn Thi.

## Tác phẩm chính
- Viết hồi ký (biên soạn, 1968);
- Từ cuộc đời vào tác phẩm (tiểu luận phê bình, 1972);
- Dọc đường văn học (tiểu luận phê bình, 1977);
- Gương mặt còn lại Nguyễn Thi (khảo cứu, 1983),

### Dịch thuật[1]
- Kịch Sê khốp (dịch);
- Tiếng hát dân gian vùng Pôđốpxki (dịch);
- Cha và con (dịch của Tuốcghênhép);
- Ngày xuân thánh nữ (dịch của A. Seghentrucốp);
- Anna Carêrina (dịch của L. Tônxtôi);
- Pháo đài cổ (dịch của Vơladimia Belaep);
- Nhà thờ Đức bà Pari (dịch của Víchto Huggô);
- Chuỗi hạt hổ phách (dịch của Nhicola Pôgôđin).

## Vinh danh
- Giải thưởng Nhà nước về Văn học Nghệ thuật năm 2007

### Giải thưởng văn học
- Giải thưởng Hội Nhà văn Việt Nam, ngành Lý luận – phê bình văn học với tác phẩm Gương mặt còn lại Nguyễn Thi (1983 – 1984).[1]